# گیزلا وایس
گیسلا ویس (به انگلیسی: Gisela Weiß) (زادهٔ ۱۶ اکتبر ۱۹۴۳) شناگر اهل جمهوری چک است.